# Pato Bragado
Pato Bragado est une municipalité brésilienne située dans l'État du Paraná.